# Moroni (miasto w Księdze Mormona)

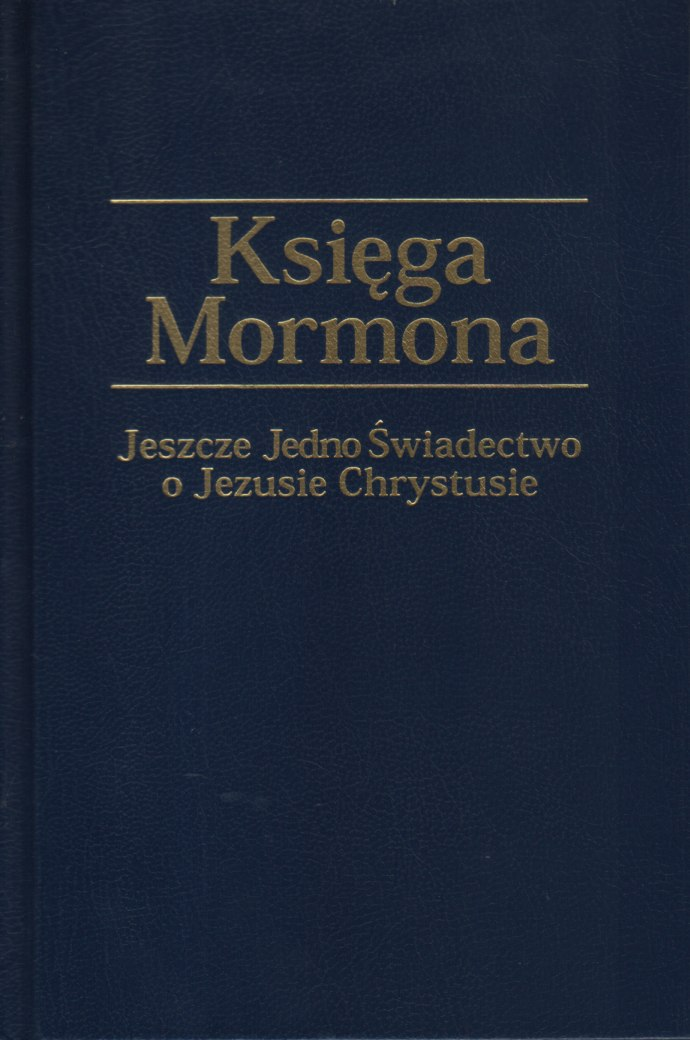
Księga Mormona, jedno z mormońskich pism świętych i jednocześnie źródło przekazu o mieście Moroni

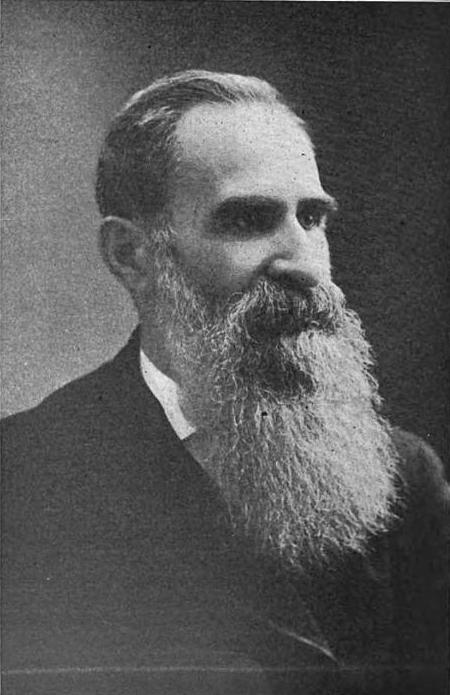
George Reynolds, jeden z pionierów badań nad Księgą Mormona. W swoich pracach Story of the Book of Mormon oraz A Dictionary of the Book of Mormon, Comprising Its Biographical, Geographical and Other Proper Names sugerował, że miasto Moroni leżało na wybrzeżu Oceanu Atlantyckiego.

Moroni (deseret rozmaicie, chociażby jako 𐐣𐐄𐐡𐐄𐐤𐐌, 𐐣𐐃𐐡𐐃𐐤𐐌, 𐐣𐐄𐐡𐐃𐐤𐐌, 𐐣𐐃𐐡𐐄𐐤𐐌 czy 𐐤𐐄𐐡𐐄𐐤𐐌) – w wierzeniach ruchu świętych w dniach ostatnich (mormonów) jedno z nefickich miast. Informacje na jego temat zawierają Księga Almy oraz 3. Księga Nefiego wchodzące w skład Księgi Mormona. Nazwane na cześć nefickiego generała i proroka z I wieku p.n.e. Było ośrodkiem znacznych rozmiarów, leżało na południowym wschodzie ziem zamieszkanych przez Nefitów. Miało posiadać duże znaczenie strategiczne. Znane przede wszystkim z malowniczego opisu swego zniszczenia. Pojawia się w przemówieniach i kazaniach przedstawicieli najwyższych władz kościelnych. Jest obiektem spekulacji mormońskich teologów, przewija się też w publikacjach krytycznych wobec tej tradycji religijnej.

## Wymowa nazwy
Wymowa nazwy tego miasta wzbudzała pewne zainteresowanie mormońskich badaczy. Została ona zresztą ujęta w przewodniku po wymowie, dołączanym do każdego egzemplarza anglojęzycznej wersji Księgi Mormona od 1981. Źródła wskazują generalnie niemniej na znaczną różnicę między wymową preferowaną i powszechną współcześnie, a tą z wczesnego okresu kolonizacji terytorium Utah, jeżeli chodzi o wiele nazw i imion z Księgi Mormona. Nie ma takiej różnicy wszelako w przypadku miasta Moroni. Pierwotna wymowa, zwłaszcza ta stosowana przez Josepha Smitha, ma pewne znaczenie w badaniach nazw własnych występujących w Księdze Mormona, choć, na gruncie mormońskiej teologii, nie jest w nich czynnikiem decydującym. Do ustalenia wymowy używanej przez Smitha wykorzystuje się między innymi wydanie Księgi Mormona w alfabecie deseret z 1869.
Istnieją wszelako relacje ludzi posługujących w procesie nazywanym przez świętych w dniach ostatnich tłumaczeniem Księgi Mormona, które rzucają światło na to, jak Smith pierwotnie radził sobie z nieznanymi słowami. Hugh Nibley, powołując się na relacje skrybów Smitha, stwierdził, że nigdy nie wymawiał on takich słów, zawsze poprzestając na ich przeliterowaniu. Ściśle na gruncie mormońskiej teologii nie próbuje się dociekać pierwotnej wymowy tegoż słowa, podobnie jak nie prowadzi się takowych rozważań wobec słów i nazw nefickich jako takich.
Również na gruncie mormońskiej teologii zauważa się inherentną problematyczność wymowy nazw i imion przynależnych do tej mormońskiej świętej księgi. Ma to wynikać z tego, że żadne z nich nie zostało przekazane Josephowi Smithowi ustnie, z wyjątkiem może imienia anioła Moroniego, który wszak przedstawił się Smithowi w wizji. Miasto Moroni, o identycznej jak to imię nazwie, również uwzględnić można w obrębie tego wyjątku. Ogólnie rzecz biorąc wszelako, z doktrynalnego punktu widzenia sposób w jaki bohaterowie Księgi Mormona wypowiadali te słowa, pozostał nieznany pierwszemu mormońskiemu przywódcy.

## Umiejscowienie w tekście Księgi Mormona
W ściśle teologicznym sensie relacja o mieście Moroni zawarta jest w partii materiału określanej mianem większych płyt Nefiego. Na kartach oficjalnych edycji Księgi Mormona, w tym tej obowiązującej od 1981, pojawia się po raz pierwszy w wersecie trzynastym pięćdziesiątego rozdziału Księgi Almy. Dodatkowe informacje, wraz z opisem jego zniszczenia, można odszukać w późniejszej części tekstu, mianowicie w rozdziałach ósmym i dziewiątym 3. Księgi Nefiego. Współcześnie używany system podziału na rozdziały i wersy sięga 1879. W jej pierwszym wydaniu bowiem, opublikowanym w 1830, wzmianki o Omnim były częścią rozdziałów dwudziestego drugiego, dwudziestego trzeciego oraz dwudziestego dziewiątego Księgi Almy oraz rozdziału czwartego 3. Księgi Nefiego. Ocenia się, że mówiący o mieście Moroni materiał został spisany 30 kwietnia oraz 4 i 12 maja 1829.

## Na kartach Księgi Mormona
O mieście tym wiadomo nieco więcej niż o niektórych innych nefickich siedliskach miejskich, takich jak Angola czy Moronihah. Alvin Knisley ze Zreorganizowanego Kościoła Jezusa Chrystusa Świętych w Dniach Ostatnich w swoim Dictionary of the Book of Mormon z 1909 uznał, że miasto Moroni leżało na półwyspie jukatańskim.
W odniesieniu do jego umiejscowienia w sięgającym poza mormoński kanon środowisku geograficznym zabierali głos również komentatorzy związani z Kościołem Jezusa Chrystusa Świętych w Dniach Ostatnich, tak dawniejsi jak i współcześni. Można tutaj wymienić starszego George’a Reynoldsa i jego Story of the Book of Mormon oraz A Dictionary of the Book of Mormon, Comprising Its Biographical, Geographical and Other Proper Names a także Paula Nolana Hyde’a i jego komentarze Księgi Mormona. Sugerowali oni położenie miasta Moroni na wybrzeżu Oceanu Atlantyckiego. Należy niemniej umieścić tę uwagę w kontekście obecnej pozycji doktrynalnej tego Kościoła. Odnośnie do wydarzeń z Księgi Mormona mówi ona jedynie, że miały one miejsce w starożytnych Amerykach, bez podawania dalszych szczegółów. Zaznacza przy tym, że jakiekolwiek szczegóły nie zostały w tej kwestii objawione. John Sorenson zaliczył je do sześciu wielkich miast bezpośrednio wspomnianych w mormońskiej świętej księdze, głównie w kontekście kategoryzacji przeważnie nefickich osiedli miejskich. Hugh Nibley wspomniał o Moroni przy omawianiu ogólnej natury tak jeredyckich jak i nefickich praktyk urbanizacyjnych. Zauważył, że zostało ono zaplanowane i wzniesione w jednym konkretnym momencie, podobnie do pojedynczego budynku.
Zgodnie z wewnętrzną chronologią Księgi Mormona założone zostało w 72 lub 71 p.n.e., w okresie odznaczającym się powszechnym dobrobytem nefickiego społeczeństwa. Rozbieżności w datowaniu wynikają tu między innymi z różnic między kalendarzem używanym współcześnie a kalendarzem pozostającym w użyciu pośród Nefitów. Z uwagi na swoje peryferyjne i strategiczne położenie, na południowym wschodzie ziem zamieszkanych przez Nefitów, było silnie ufortyfikowane. Miało zasadniczo chronić przed lamanickimi najazdami. Wpisywało się tym samym w ogólną politykę obronną Moroniego, opierającą się na umieszczaniu elity nefickich sił zbrojnych w silnie ufortyfikowanych regionach granicznych.
Z tekstu źródłowego można wynieść pewne informacje dotyczące jego umiejscowienia, także w relacji do innych zasiedlonych przez Nefitów miast. Na zachód od niego miało leżeć Aaron, na północ natomiast Nefihah. Zostało nazwane na cześć Moroniego, naczelnego dowódcy armii nefickich. Analizowano to ze wskazaniami na neficki zwyczaj nazywania miast na pamiątkę przywódców. Otaczała je ziemia Moroni, również nazwana na cześć tego wojskowego.

## Okoliczności i analiza zniszczenia
Aspektem obecności Moroni na kartach Księgi Mormona, któremu poświęca się wiele uwagi, są okoliczności jego zniszczenia. Miało zostać pochłonięte przez głębiny morskie, zamieszkujący je ludzie mieli natomiast utonąć. Komentatorzy zauważali, że część zniszczeń mogła być spowodowana przez tsunami. Snuli też rozmaite przypuszczenia na temat zagłady Moroni w kontekście rozważań na temat geologii obszarów opisywanych na kartach mormońskiego świętego tekstu.
Znacznie jaśniejsze zdają się duchowe przyczyny zagłady miasta Moroni. Moralne zepsucie i grzeszne życie jego mieszkańców spowodowały, że konieczne stało się oczyszczenie z nich ziemi, analogicznie do zepsucia i zagłady ofiar opisywanego w biblijnej Księdze Rodzaju potopu.

## W krytyce Księgi Mormona
Moroni, tak imię jak i nazwa, przewijało się w krytycznych analizach mormońskiej świętej księgi, przynajmniej w kilku odrębnych wątkach. Walter Franklin Prince w opublikowanym na łamach "American Journal of Psychology" artykule Psychological Tests for the Authorship of the Book of Mormon (1917) umieszczał to imię lub też nazwę w analizie czynników środowiskowych, które jego zdaniem wpłynęły na stworzenie Księgi Mormona. Przywoływał tutaj zwłaszcza nazwisko autora jednej z publikacji poświęconej masonerii z okresu współczesnego Josephowi Smithowi.
Sandra Tanner wyprowadziła to imię oraz nazwę od Moroni, stolicy Komorów, państwa na wschodnim wybrzeżu Afryki. Zarzut ten jest jednakże odrzucany przez mormońską apologetykę, która powołuje się przy tym na fakt, że jakkolwiek osada, która dała początek komoryjskiemu Moroni, powstała prawdopodobnie już w X wieku, to nie uzyskała ona statusu stołecznego aż do 1876. Podnosi także, iż prawdopodobieństwo tego, by Joseph Smith mógł dostrzec ją na mapach, jest niewielkie. Komory miały pojawić się w świadomości młodego Smitha dzięki jego fascynacji opowieściami o Kapitanie Kidzie.
Vernal Holley w swej książce Book of Mormon Authorship: A Closer Look (1983) wskazał z kolei, że mogło się ono wywodzić od Monroe, zatem miejscowości w geograficznych ramach, z którymi Joseph Smith, twórca ruchu świętych w dniach ostatnich, musiał być zaznajomiony. Zarzut ten jest jednakże odrzucany przez mormońską apologetykę, która powołuje się przy tym na fakt, że jakkolwiek miasto to zostało założone w 1808, to jednak nie pojawia się na mapach Nowego Jorku z 1822 i 1831. Księga Mormona natomiast po raz pierwszy opublikowana została w 1830.

## W mormońskiej teologii oraz w badaniach nad Księgą Mormona
Istnienie miasta Moroni nie znalazło potwierdzenia w źródłach zewnętrznych. Językoznawcy związani z Kościołem Jezusa Chrystusa Świętych w Dniach Ostatnich rozważali etymologię nazwy tego miasta, wskazując generalnie jej semickie pochodzenie, z aramejskim jako jednym z mniej prawdopodobnych języków źródłowych. Możliwe ma być też wywiedzenie jej z języka egipskiego. W ściśle teologicznym kontekście zaznacza się możliwość częściowo jeredyckiego pochodzenia tejże nazwy.
Nazwa tego miasta pojawiała się w badaniach nieortodoksyjnych praktyk nazewniczych obecnych na kartach Księgi Mormona i wykorzystywane w ten sposób było w dowodzeniu autentyczności mormońskiej świętej księgi.
Warto zauważyć, że Moroni przewija się w apologetyce Księgi Mormona od wielu dekad. Już w wydanej w 1909 pracy New Witnesses for God: Part III. The Evidences of the Truth of the Book of Mormon starszy B. H. Roberts posługiwał się nazwą tego miasta przy wykazywaniu różnicy między jeredyckimi a nefickimi praktykami nazewniczymi.

## W mormońskiej kulturze
Niezależnie od spekulacji etymologicznych i teologicznych znalazło miejsce w mormońskiej kulturze. Pojawia się choćby w publikowanych przez Kościół materiałach o charakterze rozrywkowym i edukacyjnym, między innymi w magazynie Friend z października 1992. Mimo identycznej nazwy miasteczko Moroni w położonym w Utah hrabstwie Sanpete nie ma związku z tym opisywanym w Księdze Mormona miastem. Zostało tak bowiem  nazwane współcześnie na cześć nefickiego proroka i wojskowego.
Miasto Moroni jest często przywoływane przez rozmaitych przedstawicieli władz kościelnych. Pojawia się w ich kazaniach od przeszło 130 lat. Starszy Orson Pratt, członek Kworum Dwunastu Apostołów, napomknął o nim w przemówieniu z grudnia 1872. Starszy Howard W. Hunter, wówczas posługujący w Kworum Dwunastu Apostołów, wspomniał o zniszczeniu tego ośrodka w przemówieniu z 1973. Starszy LeGrand Richards, również członek Kworum Dwunastu Apostołów, mówił o nim w przemówieniu z 1976, poświęconym wartości pism świętych. Prezydent Gordon B. Hinckley wspomniał je w swoim przemówieniu podczas październikowej Konferencji Generalnej z 2005, nauczając o reagowaniu na katastrofy naturalne.